# Karl Deisseroth
Karl Deisseroth (ur. 18 listopada 1971 w Bostonie) – amerykański neurobiolog i psychiatra, specjalizujący się w badaniach nad nieprawidłowym funkcjonowaniem sieci połączeń nerwowych w różnych chorobach neurologicznych i psychiatrycznych. Twórca optogenetyki oraz metody CLARITY.

## Życiorys
Studiował na Uniwersytecie Harvarda, a następnie na Uniwersytecie Standforda, gdzie w 1998 roku uzyskał tytuł doktora, a w 2000 roku tytuł lekarza o specjalności psychiatria. Przez kilka następnych lat odbywał staż w szpitalu w Stanford. Następnie rozpoczął pracę na Uniwersytecie Standforda, w 2005 roku na stanowisku asystenta profesora, a od 2012 jako profesor.

## Działalność naukowa
W 2005 ukazała się publikacja zespołu Deisserotha, w której opisano technikę pozwalającą na kontrolę określonej grupy neuronów za pomocą światła, dzięki wprowadzonemu do ich błony komórkowej białku z rodziny opsyn. Deisseroth nadał tej technice nazwę „optogenetyka”. Przez następnych kilka lat jego zespół rozwijał metody optogenetyczne, a także wykorzystywał je w badaniach nad sieciami połączeń neuronów.
W 2013 ukazała się praca zespołu Deisserotha opisująca nową metodę obrazowania mózgu, nazwaną CLARITY.
W 2018 roku został odznaczony Nagrodą Kioto w dziedzinie zaawansowanych technologii, a w 2023 roku Nagrodą Japońską.